# 中山四千米
中山四千米競走（なかやまよんせんメートルきょうそう）とはかつて中山競馬場の2周芝4000mで行われていた競馬の特殊競走（現在の重賞競走に相当）である。1930年から1936年まで年1回、春季競馬で行われていた。

## 歴史
イギリスのゴールドカップにならい創設された。東京優駿競走（現・東京優駿（日本ダービー））が3歳馬の登竜門であるとすれば、この中山四千米は競馬界を引退する時期の近づいた強豪級の真の実力比べの檜舞台とされていた。第2回までは「内国産馬」というレース名だったが、第3回から「中山四千米」となった。
賞金は1着 6000円（銀製盛花器 付与）、2着 2500円、3着 1500円だった。
なお、このレースと直接の関係はないが戦後日本最長距離ステークスという競走が同じく4000mで施行されたことがあった。今日の平地競走においての最長距離は、同じ中山が舞台のステイヤーズステークス3600m（GIは天皇賞・春=京都競馬場の3200m）である。

### 歴代優勝馬
競走名
- 第1・2回：「内国産馬」
- 第3 - 7回：「中山四千米」

| 回数  | 施行日        | 優勝馬       | 性齢 | 勝時計   | 優勝騎手   | 管理調教師 | 馬主       |
| ----- | ------------- | ------------ | ---- | -------- | ---------- | ---------- | ---------- |
| 第1回 | 1930年3月23日 | ハクシヨウ   | 牡6  | 4:34 0/5 | 尾形景造   | 尾形景造   | 遠山芳三   |
| 第2回 | 1931年3月23日 | ケンキン     | 牡5  | 4:34 1/5 | 岸参吉     |            |            |
| 第3回 | 1932年3月27日 | ハクリユウ   | 牡4  | 4:32 4/5 | 中村一雄   | 北郷五郎   | 新井八郎   |
| 第4回 | 1933年4月2日  | アスコツト   | 牡5  | 4:33 0/5 | 尾形景造   | 尾形景造   | ドライバー |
| 第5回 | 1934年4月3日  | ハクセツ     | 牡5  | 4:36 3/5 | 田中和一郎 | 田中和一郎 | 小林暢     |
| 第6回 | 1935年4月6日  | デンコウ     | 牡4  | 4:38 4/5 | 尾形景造   | 尾形景造   | 高杉晋     |
| 第7回 | 1936年4月3日  | アカイシダケ | 牡4  | 4:49 2/5 | 尾形景造   | 尾形景造   | 清水友太郎 |